# Rich Men North of Richmond
Rich Men North of Richmond (deutsch Reiche Männer nördlich von Richmond) ist ein von Oliver Anthony geschriebenes und gesungenes Country-Folk-Lied. Es debütierte in der Woche nach der Veröffentlichung auf Platz 1 der US-Charts und machte Anthony zum ersten Künstler überhaupt, der ohne jegliche vorherige Chartplatzierung den ersten Platz erreichte.

## Text
Der Titel des englischsprachigen Lieds wird als Anspielung auf vermögende und einflussreiche Politiker in der nördlich von Richmond gelegenen US-Bundeshauptstadt Washington, D.C. verstanden. Das Lied  beginnt mit einer Klage über miserable Arbeits- und Lebensbedingungen („I've been selling my soul, working all day / Overtime hours for bullshit pay.“). Es sei eine „verdammte Schande“, was aus dieser Welt geworden sei – für „Menschen wie mich und Menschen wie dich“.
Die Anklagen und Anspielungen in dem Lied umfassen u. a. die Themen Inflation und hohe Steuern („Cause your dollar ain't shit and it's taxed to no end“, deutsch Weil dein Dollar einen Scheiß wert ist und ohne Ende besteuert wird) und Pädophilie („I wish politicians would look out for miners / And not just minors on an island somewhere“, deutsch Ich wünschte, die Politiker würden sich um Bergleute kümmern und nicht nur um Minderjährige auf irgendeiner Insel). Das Lied thematisiert weiterhin Sozialhilfemissbrauch durch übergewichtige Personen („And the obese milking welfare“).

## Rezeption

### Kritiken
Das am 11. August veröffentlichte Lied generierte innerhalb der ersten Woche 17,5 Mio. Audiostreams sowie 147.000 bezahlte Downloads. Damit erreichte er umgehend den ersten Platz in den US-amerikanischen Musik-Charts Billboard Hot 100. Dies war zuvor noch keinem Werk eines Künstlers gelungen, der bis dahin ohne Charts-Notierung geblieben war. Auch in anderen englischsprachigen Ländern erreichte das Lied umgehend Charts-Positionen.
Einen frühen Schub erhielt das Lied laut New York Times durch einflussreiche konservative Kommentatoren und Medienpersönlichkeiten. Gelobt wurden der ungekünstelte Sound und die authentische Darbietung von “Rich Men North of Richmond” sowie dessen Eigenschaft, die arbeitende Bevölkerung anzusprechen.
Deutschlandfunk Kultur schreibt, dass das Lied „zunächst wie eine linke Arbeiterhymne“ beginne und im weiteren Verlauf „konservative bis erzreaktionäre Narrative“ aufgreife. Kritiker sehen laut T-Online „eine rechte Agenda“ hinter Anthonys Rolle als „Sprachrohr des wütenden  Amerikas“. Die New York Times bescheinigt dem „Populismus“ des Lieds „zweifelsfrei eine rechte Schlagseite“.

### Chartplatzierungen
| ChartsChartplatzierungen       | Höchstplatzierung | Wochen |
| ------------------------------ | ----------------- | ------ |
| Vereinigte Staaten (Billboard) | 1 (20 Wo.)        | 20     |
| Vereinigtes Königreich (OCC)   | 23 (12 Wo.)       | 12     |

| ChartsJahrescharts (2023)      | Platzierung |
| ------------------------------ | ----------- |
| Vereinigte Staaten (Billboard) | 78          |

### Auszeichnungen für Musikverkäufe
| Land/Region                  | Auszeichnungen für Musikverkäufe (Land/Region, Auszeichnung, Verkäufe) | Verkäufe |
| ---------------------------- | ---------------------------------------------------------------------- | -------- |
| Vereinigtes Königreich (BPI) | Silber                                                                 | 200.000  |
| Insgesamt                    | 1× Silber ·                                                            | 200.000  |

## Musikvideo
Nach Angaben der NZZ sei das Musikvideo zu Rich Men North of Richmond „denkbar schlicht und ohne technischen Aufwand“ produziert. Es zeigt Oliver Anthony, wie er „einfach mit seinen Hunden und einer Gitarre in einer Wiese“ stehe und singe. Das Video wurde am 9. August 2023 auf YouTube eingestellt.